# Модульное искусство

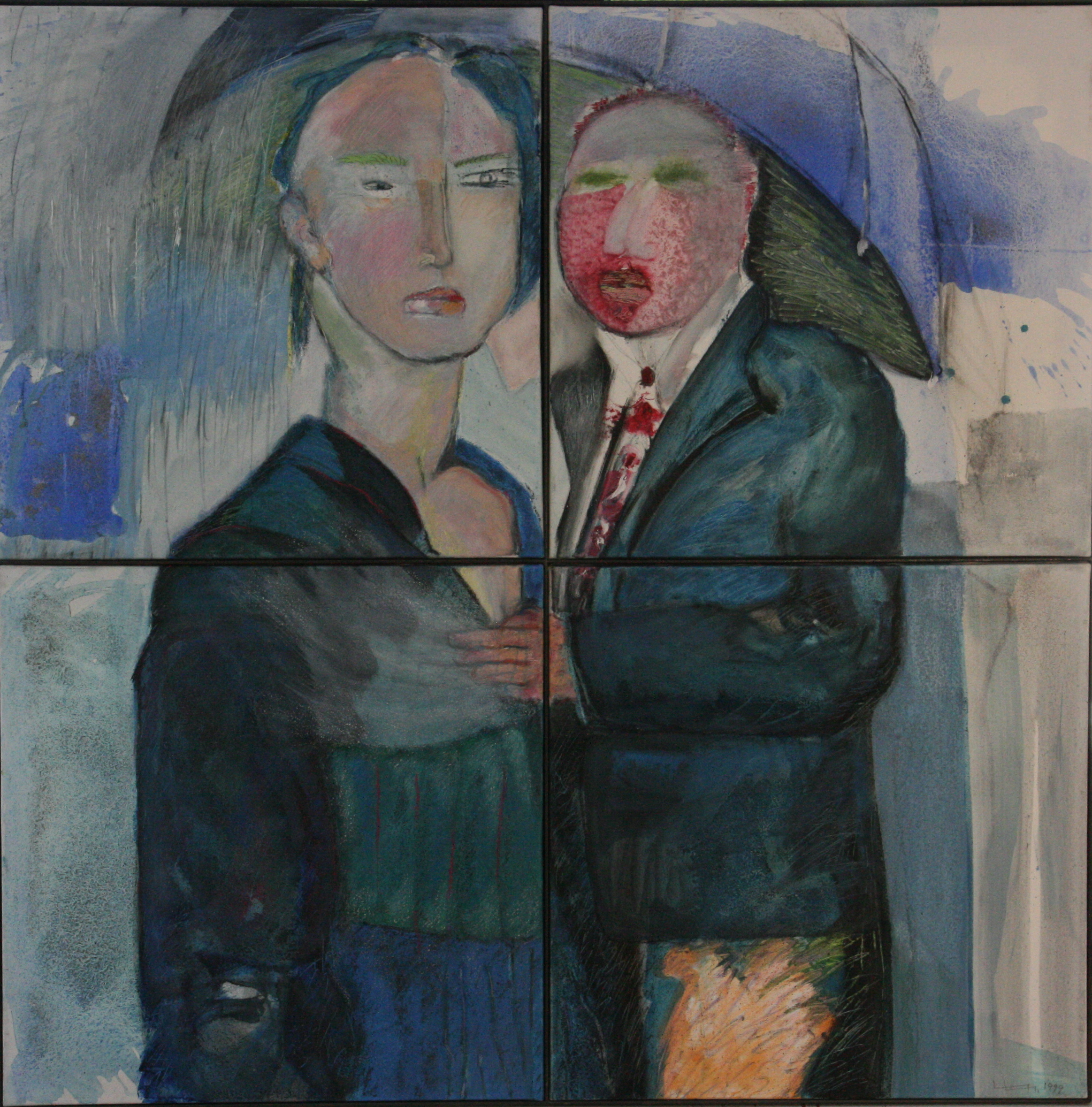
Леда Лусс Луйкен: ModulArt, Пара

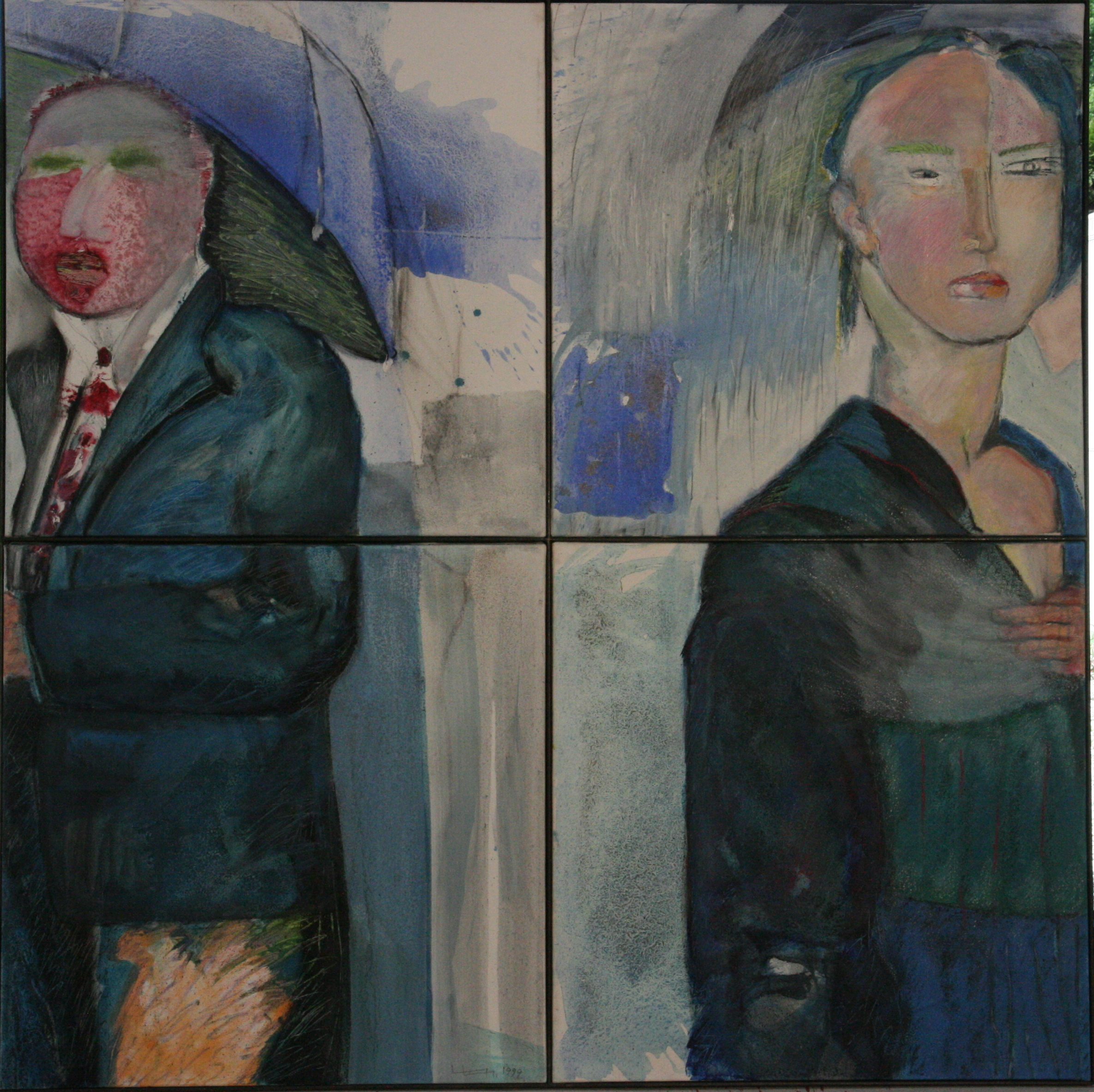
Леда Лусс Луйкен: ModulArt, Пара, модуляция 1

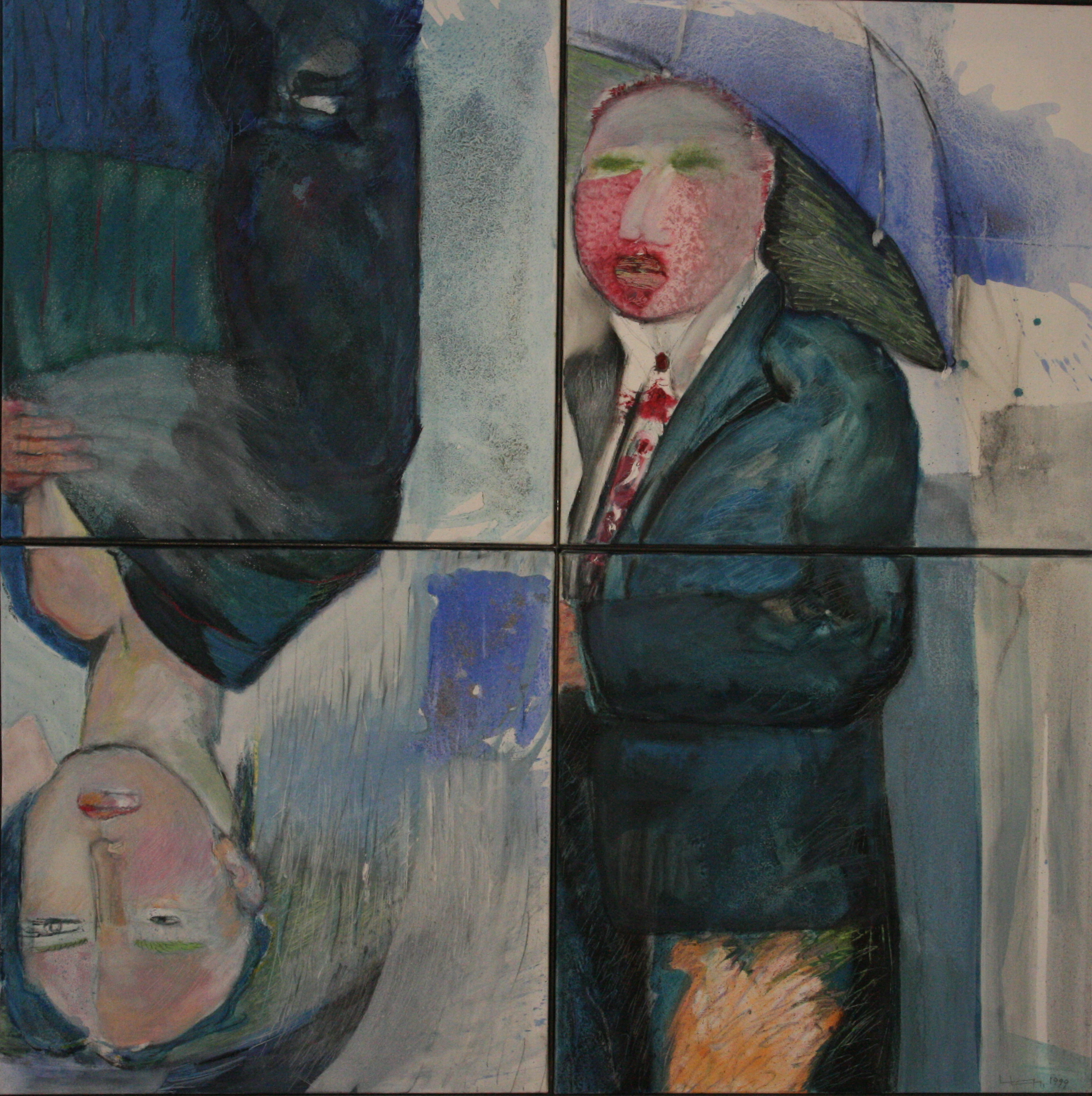
Леда Лусс Луйкен: ModulArt, Пара, модуляция 2

Модульное искусство (англ. modular art) — направление современного искусства, подразумевающее создание произведений путём объединения совместно стандартизированных единиц (модулей) с образованием более крупных, более сложных композиций. В некоторых работах модули могут быть перемещены, удалены или добавлены к исходному набору.

## Предпосылки
Начиная с 1950-х годов ряд современных художников стремились включить кинетические методы в свои работы в попытке преодолеть статический характер существующего искусства. Так, американский скульптор Александр Колдер одним из первых предпринял попытки внедрения физического динамизма в современном искусстве, его работы постоянно менялись через постоянное движение, в ряде случае для этих преобразований не требовались усилия человека. Швейцарец Жан Тенгели, создававший саморазрушающиеся скульптуры, продолжил изыскания в области передачи динамической изменчивости произведения искусства, создав форму полной ликвидации. Венгерский скульптор Виктор Вазарели в 1955 году издал свой манифест JAUNE, в котором утверждал, что его произведения искусства умножаются и повторяются в сериях в противовес статическому искусству прошлого.

## Промышленный дизайн и архитектура
Модульность входит в мир современного искусства в основном за счёт дисциплин промышленного дизайна и архитектуры. Бельгийский архитектор Луи Герман Де Конинк, работая в команде, создал первый образец модульной кухни Cubex в 1932 году. Серия состояла из стандартных и промышленно выпускаемых компонентов, которые могли быть объединены и выстроены в различных комбинациях для размещения в кухне практически любого размера. Американский дизайнер Гилберт Рохде в 1930-х — 1940-х годах работал над созданием модульной мебели для компании Herman Miller Corporation. Как и Де Конинк, он разработал стандартные конфигурации модулей, которые легко вписывались в любой интерьер при взаимозаменяемости. Использование модуля имеет богатую архитектурную историю. В древности архитекторы использовали модуль прежде всего в качестве единицы измерения направляющей пропорции плана.

## Скульптура
В 1950-х — 1960-х годах в США сформировалось направление скульптурного модульного конструктивизма, его возникновение связывают с американскими скульпторами Эрвином Хауэром и Норманом Карлбергом[1]. Создаваемые в рамках направления конструкции оказались полезными и привлекательными для использования в архитектурных стенах и экранах, часто демонстрируя сложные узоры волнообразных тканеподобных лямок и витков с отверстиями, которые пропускают и фильтруют свет, создавая при этом волнообразные узоры тени.

## Модульность в изобразительном искусстве

### Америка
Роберт Раушенберг в 1951 году написал «Белую картину» которая состоит из четырёх одинаковых белых квадратов, с геометрией взаимосвязанных форм эта работа является одним из самых ранних заявлений модульности как автономного субъекта искусства. Раушенберг исследовал эту тему, в том же году создав работы из трёх и семи одинаковых прямоугольных панелей, дав намёк на бесконечность тиражирования. Прохладная абстракция этих полотен предвещает появление модульности как полноценной темы минимализма 1960-х годов. Тони Смит, Сол Левитт, Дэн Флавин и Дональд Джадд подхватили эстафету и стали самыми продуктивными художниками модульного направления тех лет.
Тони Смит начал художественную карьеру в качестве архитектурного дизайнера. Для того чтобы продолжить своё образование, он работал подмастерьем на некоторых проектах Фрэнка Ллойда Райта на протяжении нескольких лет, начиная с 1938 года. От Райта он научился использовать модульные системы в создании архитектурных проектов. В случае Райта, интерес к модульной конструкции возможно был получен им из его знакомства с модульной практикой в традиционной японской архитектуре. Взаимовлияние архитектурных опытов Тони Смита с дизайном и живописью позволило художнику развить яркий индивидуальный метод в обращении с цветом, формой и пластикой. Смит будет использовать шестигранник и другие элементарные геометрические формы в своей архитектурной практике, а начиная с 1960-х годов он начнёт изготавливать скульптуры. Освободившись от программных и обширных структурных требований архитектуры, в скульптуре Смита трёхмерные профили модульной формы будут использоваться уже в эстетических целях. Примечательно, что скульптор не создавал работы самостоятельно, разрабатывая лишь план и макет, созданием работ занимались профессиональные сталелитейщики и сварщики.

### Европа
В Европе, где Минималистская школа модульного искусства часто рассматривается как главным образом американское явление, обсуждение модульности часто фокусируется на его динамической переменчивости.
Греческий художник Леда Лусс Луйкен создал модульные картины, состоящие из передвижных несущих определённый рисунок панелей, установленных в стальную раму. Свои работы он назвал «ModulArt». В этих работах автор даёт возможность зрителю самостоятельно выбрать изображение на картине, предлагая альтернативные сюжеты в динамике, таким образом художник превращает статическую картину в динамическую. Искусствовед и теоретик Денис Закаропулос назвал это «новым способом движения в живописи». Концепция модульной техники позволяет пользователю компоновать и перекомпоновать произведение искусства, которое уже подготовлено к перестановке его частей, обеспечивая тем самым многочисленные возможности для все новых и новых картин.